# 干旱

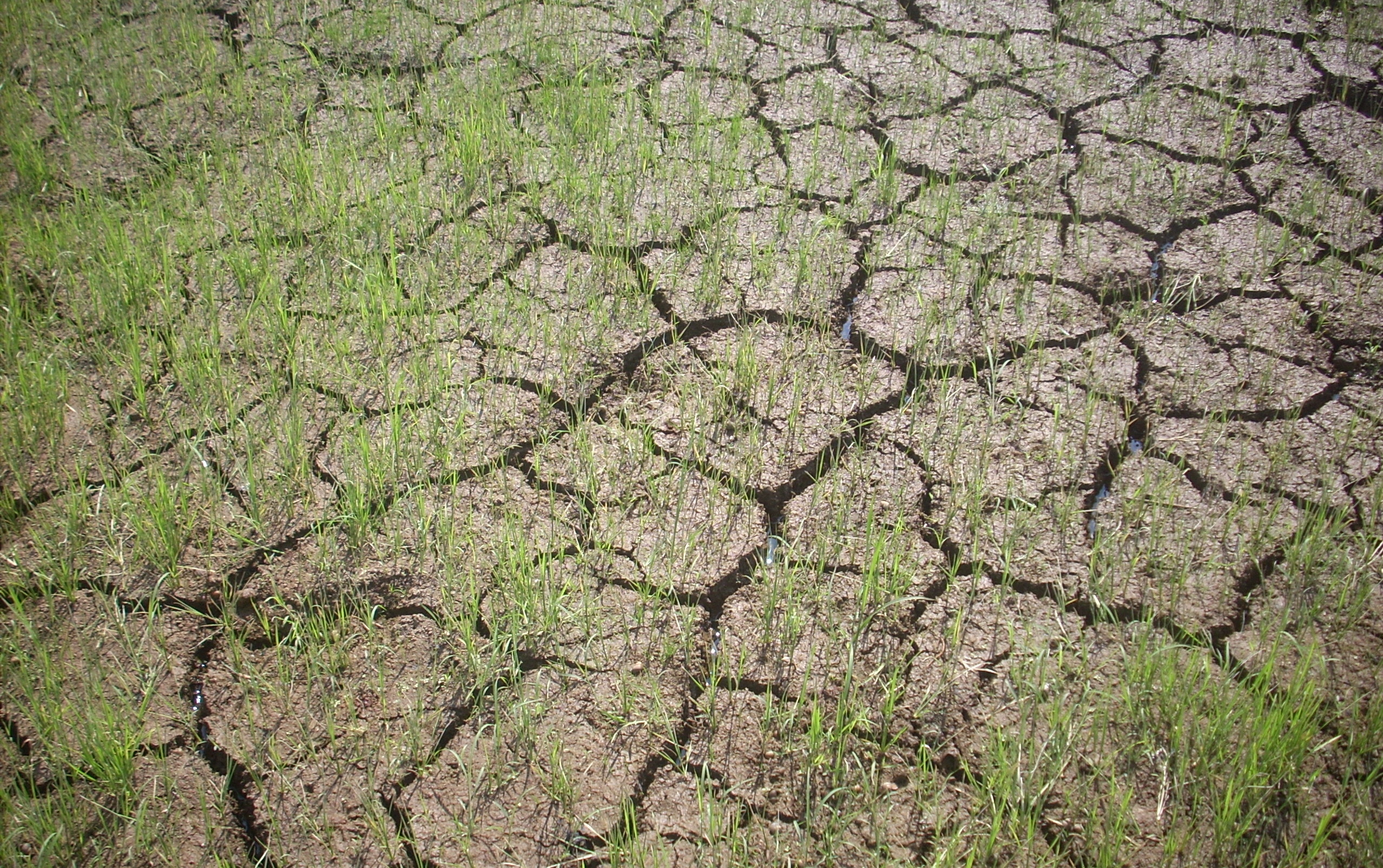
特里苏尔干旱的土地

干旱指某一地区长期无雨或高温少雨，使空氣及土壤的水分缺乏。而干旱发生主要与偶发性或周期性的降水减少有关。从人的因素上来考虑，人为活动导致干旱发生的原因主要有以下四个方面：一是人口增加，导致有限的水资源逐渐短缺。二是森林植物被人类破坏，植物的蓄水作用丧失，便抽取地下水，导致地下水和土壤水减少。三是人类活动造成大量水污染，使可用水资源减少。四是用水浪费。干旱是对人类社会影响最为严重的气候灾害之一，它具有出现频率高、持续时间长、波及范围广的特点。干旱的频繁发生和长期持续，不但会给社会经济，特别是农业生产带来巨大的损失，还会造成水资源短缺、荒漠化加剧、沙尘暴频发等诸多生态和环境方面的不利影响。

## 旱灾
旱災指因氣候嚴重或不正常地乾旱而形成的气象灾害。一般指因土壤水分不足，农作物水分平衡遭到破坏而减产或欠收，從而帶來糧食問題，甚至引發饑荒。同時，旱災亦可令人類及動物因缺乏足夠的飲用水而致死。
中國歷代容易發生旱災，帝王在旱災發生時常有祈雨的活動，例如《冊府元龜》卷一四五《帝王部弭災》：“長興二年四月乙巳，帝幸龍門寺祈雨，至晩，還宫”。崇禎末年，旱災頻繁，崇禎本人雖然精勵圖治，最後仍導致亡國。《益都縣誌》記載1639年：“自正月不雨至於六月，七月大蝗，歲大饑，人相食，流民載道”；光緒年間亦有大旱，1876年12月11日的《申報》記載，由於旱災，山東各地災民紛紛逃荒，各處“饑黎鬻妻賣子流離死亡者多，其苦不堪言狀”，丁丑年（1877年），山西旱荒嚴重，到處都有人食人現象，山西巡撫曾國荃在奏議中說災區“赤地千有餘里，饑民至五六百萬之眾，大奇災，古所未見”，饑民鋌而走險，“攔路糾搶，私立大纛，上書‘王法難犯，饑餓難當’八字”。
此外，旱災後則容易發生蝗災，進而引發更嚴重的饑荒，人民更是饱受迁徙流离之苦，引致社會動盪。明代丘濬指出：“劫禾之举，此盗贼祸乱之萌。”。因此，為了維持公共秩序，救荒幾乎是執政者的重要課題，《周礼·地官·大司徒》总结了“荒政十二条”，《管子·度地》云：“善为国者，必先除其五害。”

## 干旱级别

### 世界气象组织
- 世界气象组织认可的以下六种干旱类型：

1.气象干旱：根据不足降水量,以特定历时降水的绝对值表示。
2.气候干旱：根据不足降水量,不是以特定数量,是以与平均值或正常值的比率表示。
3.大气干旱：不仅涉及降水量,而且涉及温度、湿度、风速、气压等气候因素。
4.农业干旱：主要涉及土壤含水量和植物生态,或许是某种特定作物的性态。
5.水文干旱：主要考虑河道流量的减少,湖泊或水库库容的减少和地下水位的下降。
6.用水管理干旱：其特性是由于用水管理的实际操作或设施的破坏引起的缺水。

### 中国大陆
- 中国大陆比较通用的定义是：

1.气象干旱：不正常的干燥天气时期，持续缺水足以影响区域引起严重水文不平衡。
2.农业干旱：降水量不足的气候变化，对作物产量或牧场产量足以产生不利影响。
3.水文干旱：在河流、水库、地下水含水层、湖泊和土壤中低于平均含水量的时期。
干旱的分类小旱连续无降雨天数，春季达16～30天、夏季16～25天、秋冬季31～50天。特点：特点为降水较常年偏少，地表空气干燥，土壤出现水分轻度不足，对农作物有轻微影响；
中旱连续无降雨天数，夏季26～35天、秋冬季51～70天。
大旱连续无降雨天数，春季达46～60天、夏季36～45天、秋冬季71～90天。
特大旱连续无降雨天数，春季在61天以上、夏季在46天以上、秋冬季在91天以上。
干旱预警信号干旱预警信号分二级，分别以橙色、红色表示。干旱指标等级划分，以国家标准《气象干旱等级》中的综合气象干旱指数为标准。

### 干燥指数
干燥指数是反映某个地区的气候干燥程度的指标，通常定义为年蒸发能力和年降水量的比值，即：
r=E0/P式中r——干燥指数；E0——年蒸发能力，常以E-601水面蒸发量代替，mm；P——年降水量，mm。
根据选用站E-601蒸发器多年平均年水面蒸发量和多年平均年降水量，可算得多年平均年干燥指数。多年平均年干燥指数r与气候分布有密切关系，当r<1.0时，表示该区域蒸发能力小于降水量，该地区为湿润气候，当r>1.0时，即蒸发能力超过降水量，说明该地区偏于干燥，r越大，即蒸发能力超过降水量越多，干燥程度就越严重。

## 干旱指数
干旱程度常用干旱指数进行量化。常用的干旱指数有：
- 帕默尔干旱指数
- 标准化降水指数
- 标准化降水蒸散发指数
- 自矫正帕默尔干旱指数
- 标准化径流指数

## 干旱影响

### 中国
中国地处东亚季风区，降水变数大，干旱和洪涝灾害频繁，旱灾往往在较大范围发生且可持续多年，故对农业生产危害甚重。是指持续时间在3年以上，干旱区域覆盖4个省份以上的干旱事件。其中出现于宋、元、明、清等不同的朝代和不同的冷暖气候背景下的有代表性的事例分别是：
公元989年为中原地区干旱之典型，该年开封的年降水量推算为191毫米，为最近的50年所未见；公元990年的年降水量为357毫米。旱区中心地带这2年的年降水量平均减少近6成，连续2年平均降水量不足300毫米，这也低于最近50年的最低气象记录。
1585年～1590年（明万历十四至十八年）的干旱地域广泛、变化较大；大范围干旱持续6年，并出现在小冰期最寒冷阶段发生之前的相对温和时段。此次干旱可分为前后两段，前段呈北旱南涝的旱涝分布格局，后段旱涝分布格局有改变，北方开始多雨，干旱区扩大并南移至长江流域及江南。前段受旱最重的是河北、山西，后段受旱最重的是江苏、安徽和湖南，旱灾持续最久的则是河南。1589年干旱达到最强，1585～1590年间各地河湖井泉干涸记录可以旁证当时的干旱程度，其中1589年的许多干涸记录为最近50年所未见。例如，安徽“淮河竭、井泉涸、野无青草”；浙江“运河龟坼赤地千里，河中无勺水”等。这次干旱事件尚伴有大范围饥荒和瘟疫，疫区随大旱地区而转移。
1637年～1643年（明崇桢十至十六年）南北方连续7年大范围干旱，又称崇祯大旱，出现在小冰期寒冷气候背景下，为近百年所未见；中国南、北方23个省（区）相继遭受严重旱灾。干旱少雨的主要区域在华北，河北、河南、山西、陕西、山东，这些地区都连旱5年以上，旱区中心所在的河南省，连旱7年之久，以1640年干旱最为猖獗。干旱事件前期呈北旱南涝的格局，且旱区逐年向东、南扩大；1640年以后北方降雨增多，转变为北涝南旱。在这期间瘟疫流行、蝗虫灾害猖獗。
1784年～1787年的大范围持续干旱事件则出现在小冰期中的相对温暖阶段；1785年为江淮和长江中下游干旱之典型，据史料记载：“太湖水涸百余里，湖底掘得独木舟”。黄河中下游和江淮地区严重旱灾持续4年，并伴随严重的蝗灾和瘟疫，其持续少雨时间和酷旱记述为近50年所未见。江淮及太湖地区1785年夏季降水量低于现代记录的极小值。如苏州1785年夏季6～8月雨日数仅28天，夏季降水量的推算值为174毫米，为18世纪夏季（6～8月）雨量的次低值，也低于1951～2000年的最低降水量记录，其距平百分率低达－57.4%，即夏季雨量的减少近6成。在持续旱灾期间，黄河下游及黄淮、江淮飞蝗大爆发，还出现疫病大流行。
1876年～1878年（清光绪二至四年）持续3年大范围干旱，发生在全球大范围气候转暖的背景下。1877年为中国北方大旱的典型例子，在旱区中心的山西省南部二百余日无透雨，陕西华阴县1877年无降雨日数达290天以上，汉水、汾水、浍水、汶河、渠河水涸。疫疾伴随旱灾和饥荒迅速发生并蔓延，这期间蝗灾大面积发生。
中国大陆从1949年到2006年平均每年受旱面积2122万公顷，约占各种气象灾害受灾面积的60％。

## 延伸阅读
[在维基数据编辑]
 《欽定古今圖書集成·曆象彙編·庶徵典·旱災部》，出自陈梦雷《古今圖書集成》